# Сенісьєнтос
Сенісьєнтос (ісп. Cenicientos) — муніципалітет в Іспанії, у складі автономної спільноти Мадрид. Населення — 2102 особи (2010).
Муніципалітет розташований на відстані близько 65 км на захід від Мадрида.
На території муніципалітету розташовані такі населені пункти: (дані про населення за 2010 рік)
- Сенісьєнтос: 2099 осіб
- Лос-Альмендрос: 2 особи
- Ель-Хункаль: 1 особа
- Енсінар-де-ла-Парра: 0 осіб

## Демографія
Динаміка населення (INE ):

## Галерея зображень

Розташування муніципалітету у автономній спільноті Мадрид
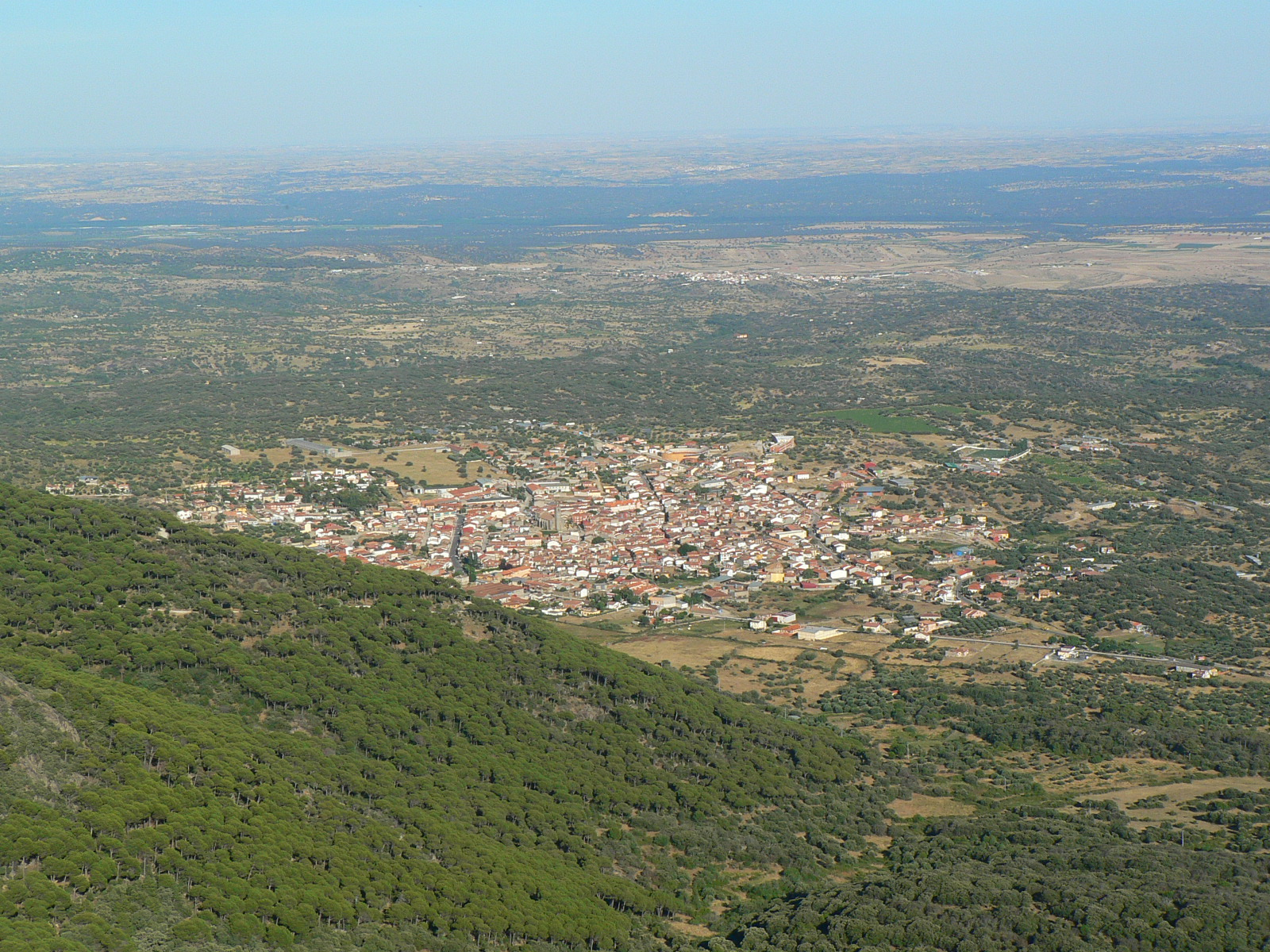
Сенісьєнтос